# گوستاو وینکلر
گوستاو وینکلر (به انگلیسی: Gustav Winckler) (زاده ۱۳ اکتبر ۱۹۲۵-درگذشته ۲۰ ژانویه ۱۹۷۹) خواننده دانمارکی بود.
او به همراه بیرته ویلکه نماینده دانمارک در یوروویژن ۱۹۵۷ بود.